# Anita Mikāle
Anita Mikāle (Riga, 29 novembre 1980) è un'ex cestista lettone.

## Carriera
Con la Lettonia ha disputato i Campionati europei del 2005.